# Élections législatives de 1968 en Indre-et-Loire
Les élections législatives françaises de 1968 se déroulent les 23 et 30 juin 1968. Dans le département d'Indre-et-Loire, quatre députés sont à élire dans le cadre de quatre circonscriptions.

## Élus
| Circonscription | Député sortant       | Parti | Parti          | Député élu ou réélu  | Parti | Parti          |
| --------------- | -------------------- | ----- | -------------- | -------------------- | ----- | -------------- |
| 1re             | Jean Royer           |       | UDR            | Jean Royer           |       | UDR            |
| 2e              | Pierre Lepage        |       | UDR            | Pierre Lepage        |       | UDR            |
| 3e              | Fernand Berthouin    |       | FGDS (Radical) | Fernand Berthouin    |       | FGDS (Radical) |
| 4e              | André-Georges Voisin |       | UDR            | André-Georges Voisin |       | UDR            |

## Résultats

### Résultats à l'échelle du département
| Parti          | Parti                                           | Premier tour | Premier tour | Second tour | Second tour | Sièges |
| Parti          | Parti                                           | Voix         | %            | Voix        | %           | Sièges |
| -------------- | ----------------------------------------------- | ------------ | ------------ | ----------- | ----------- | ------ |
|                | Union pour la défense de la République          | 92 537       | 48,93        | 44 995      | 52,90       | 3      |
|                | Modérés                                         | 2 418        | 1,28         |             |             | 0      |
|                | Union des républicains de progrès               | 94 955       | 50,21        | 44 995      | 52,90       | 3      |
|                |                                                 |              |              |             |             |        |
|                | Parti radical                                   | 24 863       | 13,15        | 23 282      | 27,37       | 1      |
|                | Section française de l'Internationale ouvrière  | 14 799       | 7,83         | 16 772      | 19,72       | 0      |
|                | Fédération de la gauche démocrate et socialiste | 39 662       | 20,97        | 40 054      | 47,10       | 1      |
|                |                                                 |              |              |             |             |        |
|                | Parti communiste français                       | 26 639       | 14,09        |             |             | 0      |
|                | Progrès et démocratie moderne                   | 23 873       | 12,62        | Retrait     | Retrait     | 0      |
|                | Parti socialiste unifié                         | 3 991        | 2,11         |             |             | 0      |
|                |                                                 |              |              |             |             |        |
| Inscrits       | Inscrits                                        | 247 758      | 100,00       | 113 986     | 100,00      | 4      |
| Abstentions    | Abstentions                                     | 54 723       | 22,09        | 26 647      | 23,38       |        |
| Votants        | Votants                                         | 193 035      | 77,91        | 87 339      | 76,62       |        |
| Blancs et nuls | Blancs et nuls                                  | 3 915        | 2,03         | 2 290       | 2,62        |        |
| Exprimés       | Exprimés                                        | 189 120      | 97,97        | 85 049      | 97,38       |        |

### Résultats par circonscription

#### Première circonscription (Tours)
|                | Jean Royer sortant réélu | UDR (URP)      | 32 094 | 60,26  |  |  |  |
|                | Marcel Longuet           | PCF            | 9 913  | 18,61  |  |  |  |
|                | Paul Lussault            | FGDS (SFIO)    | 6 063  | 11,38  |  |  |  |
|                | Abel Verdier             | CD (PDM)       | 3 516  | 6,6    |  |  |  |
|                | Roger Dreujou            | PSU            | 1 669  | 3,13   |  |  |  |
|                |                          |                |        |        |  |  |  |
| Inscrits       | Inscrits                 | Inscrits       | 70 015 | 100,00 |  |  |  |
| Abstentions    | Abstentions              | Abstentions    | 16 244 | 23,2   |  |  |  |
| Votants        | Votants                  | Votants        | 53 771 | 76,8   |  |  |  |
| Blancs et nuls | Blancs et nuls           | Blancs et nuls | 516    | 0,96   |  |  |  |
| Exprimés       | Exprimés                 | Exprimés       | 53 255 | 99,04  |  |  |  |

#### Deuxième circonscription (Langeais - Château-Renault)
| Candidat       | Candidat                    | Parti          | Premier tour | Premier tour | Second tour | Second tour |  |
| Candidat       | Candidat                    | Parti          | Voix         | %            | Voix        | %           |  |
| -------------- | --------------------------- | -------------- | ------------ | ------------ | ----------- | ----------- |  |
|                | Pierre Lepage sortant réélu | UDR (URP)      | 19 722       | 47,27        | 23 305      | 58,15       |  |
|                | Jean-Louis Forest           | FGDS (SFIO)    | 8 736        | 20,94        | 16 772      | 41,85       |  |
|                | Daniel Pépy                 | CD (PDM)       | 5 551        | 13,31        |             |             |  |
|                | Jacques Vigier              | PCF            | 5 292        | 12,68        |             |             |  |
|                | Jean Roux                   | Modérés        | 2 418        | 5,8          |             |             |  |
|                |                             |                |              |              |             |             |  |
| Inscrits       | Inscrits                    | Inscrits       | 56 029       | 100,00       | 56 044      | 100,00      |  |
| Abstentions    | Abstentions                 | Abstentions    | 13 297       | 23,73        | 14 788      | 26,39       |  |
| Votants        | Votants                     | Votants        | 42 732       | 76,27        | 41 256      | 73,61       |  |
| Blancs et nuls | Blancs et nuls              | Blancs et nuls | 1 013        | 2,37         | 1 179       | 2,86        |  |
| Exprimés       | Exprimés                    | Exprimés       | 41 719       | 97,63        | 40 077      | 97,14       |  |

#### Troisième circonscription (Loches)
| Candidat       | Candidat                        | Parti          | Premier tour | Premier tour | Second tour | Second tour |  |
| Candidat       | Candidat                        | Parti          | Voix         | %            | Voix        | %           |  |
| -------------- | ------------------------------- | -------------- | ------------ | ------------ | ----------- | ----------- |  |
|                | Fernand Berthouin sortant réélu | FGDS (Radical) | 16 397       | 36,46        | 23 282      | 51,77       |  |
|                | Jean Castagnou                  | UDR (URP)      | 15 490       | 34,44        | 21 690      | 48,23       |  |
|                | Daniel Malardé                  | CD (PDM)       | 6 266        | 13,93        | Retrait     | Retrait     |  |
|                | Roland Godeau                   | PCF            | 5 721        | 12,72        |             |             |  |
|                | Raymond Plot                    | PSU            | 1 099        | 2,44         |             |             |  |
|                |                                 |                |              |              |             |             |  |
| Inscrits       | Inscrits                        | Inscrits       | 57 943       | 100,00       | 57 942      | 100,00      |  |
| Abstentions    | Abstentions                     | Abstentions    | 11 635       | 20,08        | 11 859      | 20,47       |  |
| Votants        | Votants                         | Votants        | 46 308       | 79,92        | 46 083      | 79,53       |  |
| Blancs et nuls | Blancs et nuls                  | Blancs et nuls | 1 335        | 2,88         | 1 111       | 2,41        |  |
| Exprimés       | Exprimés                        | Exprimés       | 44 973       | 97,12        | 44 972      | 97,59       |  |

#### Quatrième circonscription (Chinon)
|                | André-Georges Voisin sortant réélu | UDR (URP)      | 25 231 | 51,31  |  |  |  |
|                | Raymond Lory                       | CD (PDM)       | 8 540  | 17,37  |  |  |  |
|                | Jean Lefèvre                       | FGDS (Radical) | 8 466  | 17,22  |  |  |  |
|                | Jean Soury                         | PCF            | 5 713  | 11,62  |  |  |  |
|                | Raymond Merceron                   | PSU            | 1 223  | 2,49   |  |  |  |
|                |                                    |                |        |        |  |  |  |
| Inscrits       | Inscrits                           | Inscrits       | 63 771 | 100,00 |  |  |  |
| Abstentions    | Abstentions                        | Abstentions    | 13 547 | 21,24  |  |  |  |
| Votants        | Votants                            | Votants        | 50 224 | 78,76  |  |  |  |
| Blancs et nuls | Blancs et nuls                     | Blancs et nuls | 1 051  | 2,09   |  |  |  |
| Exprimés       | Exprimés                           | Exprimés       | 49 173 | 97,91  |  |  |  |